# Göynücek
Göynücek es una ciudad y distrito de la provincia de Amasya, situada al norte del centro de Turquía, en medio de las provincias de Tokat, Yozgat y Çorum. Abarca una superficie de 578 km² y cuenta con una población de 17.614 habitantes, de los que 2.776 viven en la ciudad de Göynücek, la mayoría repartidos por los campos circundante. Göynücek se encuentra en el valle del río Çekerek.

## Lugares de interés
- El castillo romano de Gökçeli sobre una roca con vistas al valle, a 8 km de la ciudad. Se llega por un camino oculto de 98 pasos.
- Las aguas minerales de la aldea de Çamurlu, dijo para aliviar cálculos renales.

- Datos: Q2670770